# Малогомілкова кістка
Малогомі́лко́ва кістка (лат. fibula) — менша з кісток гомілки, майже не несе фізичного навантаження при ході. Одна з основних функцій малогомілкової кістки — участь у формуванні колінного та надп'ятково-гомілкового суглобів. Складається із тіла (діафіза) та двох епіфізів (проксимальний, дистальний). На проксимальному кінці розташована головка. Виросток на дистальному епіфізі утворює латеральну кісточку.